# آيسوايند ديل
آيسوايند ديل (بالإنجليزية: Icewind Dale)‏ هي لعبة فيديو صدرت في 30 أكتوبر 2014، وهي متوفرة على أجهزة ويندوز وماكنتوش وجنو/لينكس وأندرويد وآي أو إس. اللعبة من نشر إنتربلاي إنترتينمينت.

## روابط خارجية
- آيسوايند ديل على موقع IMDb (الإنجليزية)